# Agrilus sikhiav
Agrilus sikhiav – gatunek chrząszcza z rodziny bogatkowatych i podrodziny Agrilinae.
Gatunek ten opisany został w 2018 roku przez Eduarda Jendeka i Wasilija Griebiennikowa na łamach Zootaxa. Jako miejsce typowe wskazano okolice Ban Saleuy w Laosie. Epitet gatunkowy oznacza po laotańsku „szamaragdowozielony” i nawiązuje do barwy zwierzęcia.
Chrząszcz o wrzecionowatym w zarysie ciele długości 10,2 mm. Wierzch ciała jest jednolicie ubarwiony. Głowa wyposażona jest w oczy złożone o średnicy mniej więcej równej połowie szerokości ciemienia. Ciemię jest gęsto pomarszczone. Czułki mają piłkowanie zaczynające się od czwartego członu, a człony od siódmego do dziesiątego zaopatrzone w szypułki. Przedplecze jest podłużne do kwadratowego, najszersze pośrodku; ma łukowaty płat przedni na wysokości przednich kątów, wyraźnie łukowate i z tyłu zafalowane brzegi boczne oraz ostre kąty tylne. Na powierzchni przedplecza występują wciski przednio-środkowy, tylno-środkowy i para wąskich, głębokich wcisków bocznych. Prehumerus ma formę żeberkowatą. Boczne żeberka przedplecza są silnie zbieżne. Pokrywy są nieowłosione i mają ząbkowane, osobne, prawie kanciaste wierzchołki. Przedpiersie ma płytko, szeroko i łukowato wykrojoną odsiebną krawędź płata oraz płaski i wąski wyrostek międzybiodrowy. Zapiersie odznacza się płaskim wyrostkiem międzybiodrowym. Odwłok ma łukowatą wierzchołkową krawędź pygidium. Genitalia samca cechują się symetrycznym, najszerszym w szczytowej części edeagusem.
Owad orientalny, endemiczny dla Laosu, znany tylko z prowincji Houaphan.